# Latimer megye
Latimer megye az Amerikai Egyesült Államokban, azon belül Oklahoma államban található. Megyeszékhelye és legnagyobb városa Wilburton. Lakosainak száma 9444 fő (2020. április 1.). Latimer megye Haskell, Pushmataha, Le Flore és Pittsburg megyékkel határos.

## Népesség
A megye népességének változása:
| Lakosok száma | 11 142 | 11 103 | 10 995 | 10 775 | 10 483 | 9444 |
|               | 2010   | 2011   | 2012   | 2013   | 2015   | 2020 |